# Caprimulgus madagascariensis
Caprimulgus madagascariensis е вид птица от семейство Caprimulgidae.

## Разпространение
Видът е разпространен в Мадагаскар и Сейшелите.